# Ramona (Califòrnia)
Ramona és una concentració de població designada pel cens dels Estats Units a l'estat de Califòrnia. Segons el cens del 2010 tenia 20.292 habitants.

## Demografia
Segons el cens del 2000, Ramona tenia 33.404 habitants, 10.803 habitatges, i 8.814 famílies. La densitat de població era de 158,3 habitants/km².
Dels 10.803 habitatges en un 45,8% hi vivien nens de menys de 18 anys, en un 68,5% hi vivien parelles casades, en un 8,67% dones solteres, i en un 18,41% no eren unitats familiars. En el 13,2% dels habitatges hi vivien persones soles el 6,5% de les quals corresponia a persones de 65 anys o més que vivien soles. El nombre mitjà de persones vivint en cada habitatge era de 3,09 i el nombre mitjà de persones que vivien en cada família era de 3,79.
Per edats la població es repartia de la següent manera: un 30,03% tenia menys de 18 anys, un 8,08% entre 18 i 24, un 29,01% entre 25 i 44, un 23,53% de 45 a 60 i un 9,34% 65 anys o més.
L'edat mediana era de 35,7 anys. Per cada 100 dones de 18 o més anys hi havia 90,3 homes.
La renda mediana per habitatge era de 60.534 $ i la renda mediana per família de 53.372 $. Els homes tenien una renda mediana de 40.376 $ mentre que les dones 26.105 $. La renda per capita de la població era de 19.576 $. Entorn del 5,3% de les famílies i el 9% de la població estaven per davall del llindar de pobresa.

## Poblacions més properes
El següent diagrama mostra les poblacions més properes.